# 東塩田村
東塩田村（ひがししおだむら）は長野県小県郡にあった村。現在の上田市下之郷・古安曽・富士山にあたる。

## 地理
現在の上田市南西部、上田電鉄別所線の下之郷駅の東方・南方一帯にあたる。
- 山：富士嶽山
- 河川：産川

## 歴史
- 1889年（明治22年）4月1日 - 町村制の施行により、下之郷・古安曽村の区域をもって発足。
- 1949年（昭和24年）9月1日 - 東塩田村・富士山村が合併し、改めて東塩田村が発足。
- 1956年（昭和31年）5月1日 - 西塩田村・別所村・中塩田村と合併して塩田町が発足。同日東塩田村廃止。

## 交通

### 鉄道路線
- 上田丸子電鉄（現・上田電鉄）
  - 別所線
    - 下之郷駅

  - 西丸子線
    - 下之郷駅 - 宮前駅 - 石神駅 - 東塩田駅 - 富士山駅 - 馬場駅